# Gerhart Veltman
Gerhart Veltman (* 8. Oktober 1871 in Berlin; † 13. Februar 1945 in Leipzig) war ein deutscher Reichsgerichtsrat.

## Leben
Er schlug als Sohn des katholischen Reichsgerichtsrat Karl Veltman (1833–1911) die juristische Laufbahn ein. 1895 legte er die erste Staatsprüfung (gut), die zweite 1900 (gut) ab. Er wurde im selben Jahr Gerichtsassessor. 1905 wurde er Landrichter beim Landgericht Flensburg, 1912 Kammergerichtsrat. Im Ersten Weltkrieg war er Hauptmann der Landwehr. Dem Reichsgericht gehörte er von seiner Ernennung 1921 bis zu seinem Ruhestand am 1. November 1937 ununterbrochen an.

## Parteizugehörigkeit
- Deutschnationale Volkspartei seit Gründung bis Anfang 1930
- Anschließend Volkskonservative Partei